# Geometry Dash
Geometry Dash – komputerowa gra platformowa stworzona przez szwedzkiego programistę Roberta „RobTopa” Topala. Jest ona pierwszą i główną grą z serii o tym samym tytule. Gra została wydana 13 sierpnia 2013 na iOS i Androida, 22 grudnia 2014 została zaś opublikowana na Steamie. W Geometry Dash gracz musi sterować postacią przybierającą różne formy i pokonywać rytmiczne poziomy wypełnione przeszkodami, które natychmiastowo niszczą postać, jeśli je dotknie. W grze istnieje też edytor poziomów, dzięki któremu można tworzyć własne poziomy i publikować je dla pozostałych graczy.

## Rozgrywka
W Geometry Dash gracz kieruje postacią złożoną z kwadratów poprzez naciskanie lub przytrzymanie przycisku lub ekranu, aby przejść poziom. Postać porusza się do przodu samodzielnie, więc gracz musi jedynie kierować nią w górę (lub w dół, zależnie od formy). Jeżeli gracz wpadnie na przeszkodę, np. kolec, piłę czy też ścianę, musi zacząć cały poziom od nowa. Gracz może też włączyć „tryb treningowy” (ang. „practice mode”), w którym może stawiać punkty kontrolne. Jeśli postać się rozbije, poziom nie zacznie się od początku, a od ostatniego punktu kontrolnego. W tym trybie nie można jednak zdobyć monet, kul ani gwiazd. W tle poziomu jest odgrywana muzyka, która często pomaga graczowi w przejściu poziomu; synchronizacja muzyki z poziomem nieraz wskazuje na miejsce naciśnięcia przycisku.
Postać może przybrać jedną z kilku form. Każda z nich działa inaczej po interakcji gracza. Gra może zostać także urozmaicona przez różne portale, które zmieniają formę postaci, jej rozmiar i prędkość poruszania, teleportują ją, obracają ekran lub zmieniają grawitację. Poza tym, poziom może zawierać podkładki i pierścienie, które zmieniają grawitację i pozwalają wykonać większe skoki.
Do odblokowania części poziomów w grze wymagana jest odpowiednia liczba złotych monet, które są pochowane w głównych poziomach. Oficjalne poziomy robią się trudniejsze w miarę ich pokonywania. Występują one w 6 różnych poziomach trudności. Każdy z poziomów daje kule po każdym pokonanym procencie poziomu i gwiazdy po pokonaniu całego poziomu. Ilość kul i gwiazd są zależne od trudności poziomu: im większy poziom trudności, tym więcej kul i gwiazd. Kule mogą być wykorzystane w sklepach, aby kupić różne wyglądy postaci, natomiast gwiazdy pozwalają na dostanie się wyżej w tabelach społeczności. W grze są też osiągnięcia, które mogą odblokować różne kolory i skórki dla postaci.
Poza graniem w oficjalne poziomy istnieje też możliwość tworzenia własnych poziomów i pokonywanie poziomów społeczności. Twórca swojego poziomu musi go uprzednio „zweryfikować”, tj. ukończyć w trybie normalnym i zdobyć wszystkie monety (jeśli takie występują). Dopiero wtedy poziom może być wysłany na serwery gry. Szczególnie wyróżniające się poziomy otrzymają ocenę, tzn. będą dawały graczom kule i gwiazdy. W odróżnieniu od oficjalnych poziomów, poziomy społeczności są dzielone na 12 poziomów trudności, włączając 5 z głównej gry.

## Produkcja
Robert Topala, początkujący programista gier mobilnych, zainspirował się The Impossible Game i postanowił stworzyć podobny tytuł. Jak sam powiedział: „Nie było żadnego szczegółowego planu. Zacząłem od szablonu z kostką, która mogła się rozbijać i skakać. Poprzez różne testy wprowadzałem więcej funkcji do momentu, w którym gra wydawała się skończona”. Gra została ogłoszona 29 kwietnia 2013 roku jako Geometry Jump (nazwa została zmieniona jeszcze przed premierą). Od tego czasu Topala pracował nad nią około 4 miesiące, ostatecznie wydając ją 13 sierpnia tego samego roku.
W głównych poziomach została użyta muzyka autorstwa ForeverBound, DJVI, Step, Waterflame, DJ-Nate, F-777 oraz MDK. Ponadto, niektóre ścieżki dźwiękowe zostały nagrane przez Kevina MacLeoda albo samego Topalę. Podczas tworzenia własnych poziomów, gracz może użyć muzyki z głównych poziomów albo użyć dowolnej piosenki z Newgrounds.
Robert cały czas pracuje nad grą, wydając kolejne aktualizacje i odpowiadając na pytania społeczności. Najnowsza aktualizacja, wersja 2.2, została po raz pierwszy zapowiedziana 14 sierpnia 2021 roku. Od tego czasu ukazały się jeszcze trzy zapowiedzi, jedna 4 września 2022 roku, druga 15 maja 2023 roku, a trzecia 13 sierpnia 2023 roku, w dziesiątą rocznicę wydania gry. Aktualizacja wydana została 20 grudnia 2023 roku na wszystkich platformach.

## Odbiór gry
Gra otrzymała generalnie pozytywne recenzje od krytyków. Softpedia pochwaliła jej wygląd i oferowane przez nią wyzwania, mówiąc: „Gra może być nieco frustrująca, ale zawsze można przejść poziomy w trybie treningowym albo ukończyć jeden z wielu poziomów graczy”. 148Apps powiedziało: „Geometry Dash dostarcza całe wyzwanie z «niemożliwej» gry, jednocześnie będąc bardziej dostępną dla nowicjuszy”. Kulturalne Media mówi: „Jeśli lubicie dynamiczne gry z dobrą ścieżką dźwiękową, jeśli nie przeszkadzają wam dziesiątki porażek i mozolne wyrabianie w sobie umiejętności przybliżających do pełnego satysfakcji zwycięstwa, to będziecie bawić się świetnie”.

## Inne gry w serii

### Geometry Dash Lite
Geometry Dash Lite powstało w październiku 2013 roku (w tym samym momencie, co aktualizacja 1.1). Jest to darmowa wersja głównej gry z włączonymi reklamami i ograniczeniami rozgrywki.

### Geometry Dash Meltdown
16 grudnia 2015 roku Topala przedstawił światu spin-off oryginalnej gry – Geometry Dash Meltdown. Gra wyszła 19 grudnia tego samego roku. Składa się z trzech poziomów, które przedstawiają sobą funkcje wprowadzone do głównej gry w aktualizacji 2.0. Do poziomów została użyta muzyka autorstwa F-777.

### Geometry Dash World
21 grudnia 2016 roku Topala ogłosił drugi spin-off – Geometry Dash World. Gra została udostępniona tego samego dnia. Tym razem udostępnionych zostało 10 krótszych poziomów podzielonych na 2 światy. Pokazują one funkcje z aktualizacji 2.1. Można tam również grać w niektóre poziomy społeczności. Tym razem została użyta muzyka autorstwa Dex Arson, Waterflame i F-777.

### Geometry Dash Subzero
12 grudnia 2017 roku Topala zapowiedział trzeci spin-off – Geometry Dash Subzero. Gra ukazała się 21 grudnia tego samego roku. Daje ona graczom do dyspozycji trzy nowe poziomy, które używają funkcji z aktualizacji 2.2. Muzyka użyta do poziomów pochodzi od MDK, Bossfight i Boom Kitty.